# ESDES Business School
 (mai 2022).
 (juillet 2022).
L’École supérieure pour le développement économique et social (ESDES) est une école privée française d’enseignement supérieur. C’est une école de commerce et de management basée à Lyon au sein de l’Université catholique de Lyon.

## Historique
L'ESDES est fondée en 1987 au sein de l’Université Catholique de Lyon (UCLy). L'association des alumni est créée dès 1990 (elle compte aujourd’hui[Quand ?] plus de 5500 membres).
En 1998, l'ESDES s’associe avec l'IESEG et l'ESSCA pour fonder le concours Accès permettant aux étudiants d’intégrer post-bac le Programme Grande École de ces écoles de commerce.
En 2000, l’ESDES devient une école reconnue par l'État et, en 2003, elle obtient le Visa pour le Programme Grande École signifiant que le diplôme visé par cette formation est contrôlé et reconnu par l'État.
Elle obtient en 2006 le grade de master pour le Programme Grande École et intègre l’année suivante la Conférence des grandes écoles.
L'ESDES crée en 2010 son laboratoire de recherche, l'ESDES Research Center.
Elle ouvre en 2012 ses premières formations en alternance. Puis en 2015, l’ESDES s'installe avec l'UCLy sur le campus Saint Paul à Lyon, situé sur la place des Archives.
En 2016, l'ESDES rejoint le programme PRME (Principles for Responsible Management Education) et elle ouvre l'année suivante son programme Bachelor.
L'ESDES a ouvert en 2018 sa formation continue pour les professionnels déjà en activité qui veulent compléter leur formation pour atteindre des postes avec davantage de responsabilités.
En 2019, l'UCLy et l'ESDES ouvrent un nouveau campus situé à Annecy.
EFMD délivre son accréditation au Programme Grande École de l'ESDES en 2020 et un an plus tard, l’école obtient le visa pour le Programme Bachelor in Business à Lyon et à Annecy.
La même année, le laboratoire de recherche est renommé Institute of Sustainable Business and Organizations (ISBO) et publie un ouvrage intitulé La Responsabilité Sociale des Entreprises, des relations sociales à la dimension stratégique.
En 2021, l'ESDES reçoit l’accréditation internationale AACSB et elle obtient l'année suivante le grade de Licence pour le programme Bachelor in Business.

## Enseignement
L'ESDES délivre des diplômes allant du Bac +3 (Bachelor in Business) au Bac+5 (Programme Grande Ecole, préparation au DSCG, formation executive).

### Programme Grande École
Le Programme Grande École est un diplôme Bac+5 visé par le Ministère de l'Enseignement supérieur et de la Recherche et dont les titulaires reçoivent le grade de Master. Le PGE de l’ESDES est accrédité EFMD. Ce programme est en admission postbac par l'intermédiaire du Concours ACCÈS et via une procédure d'admission parallèle en 3e et 4e année.

### Programme Bachelor
Le programme Bachelor in Business est une formation en trois ans pour préparer des middle-managers à accompagner les entreprises dans leur transformation numérique, leur ouverture à l’international et le développement de leurs activités. 

### Préparation au DSCG (Diplôme Supérieur de Comptabilité et de Gestion)
Le programme de préparation au DSCG (Diplôme Supérieur de Comptabilité et de Gestion) est une formation en 2 ans assurée en partenariat avec l'Institution des Chartreux (groupe scolaire privé). 

### Formation exécutive
La formation exécutive de l’ESDES rassemble l’Executive Master Leadership Responsable, la Formation sur mesure et intra entreprises et un référent RSE pour experts comptables et financiers qui sont des programmes adressés à des professionnels qui veulent compléter leur formation initiale. 

## Campus

### Campus de Lyon
De 2005 à 2015, l’école occupait des locaux de 15 000 m2 dans le centre-ville de Lyon, place Carnot, à proximité du centre d’échanges de la gare de Lyon-Perrache.
A la rentrée de septembre 2015, l’ESDES a emménagé au sein du nouveau campus Saint-Paul de l’Université catholique de Lyon. D’une surface de 35 000m2, ces locaux disposent de plusieurs dizaines de salles de cours et amphithéâtre, de salles informatiques en libre-service, de salles multimédia, de laboratoires de langues, d’une reprographie, d’un restaurant universitaire et d’une bibliothèque de 4 400m2.

### Campus d'Annecy
Depuis la rentrée 2020, l’ESDES est également présente à Annecy, au cœur du campus Ucly Alpes-Europe où l’école propose de dispenser certaines spécialisations du Bachelor in Business[réf. souhaitée].